# Bistum Königgrätz
Das Bistum Königgrätz (tschechisch Biskupství královéhradecké bzw. Diecéze královéhradecká; lateinisch Dioecesis Reginae Gradecensis) ist eine römisch-katholische Suffragandiözese des Erzbistums Prag in Tschechien mit Sitz in Hradec Králové (Königgrätz).
Sie umfasst die Region Ostböhmen, die im Wesentlichen aus dem Královéhradecký kraj (historisch Königgrätzer Kreis) und dem Pardubický kraj (Pardubitzer Region) besteht. Sie ist in zwölf Vikariate unterteilt.

## Geschichte

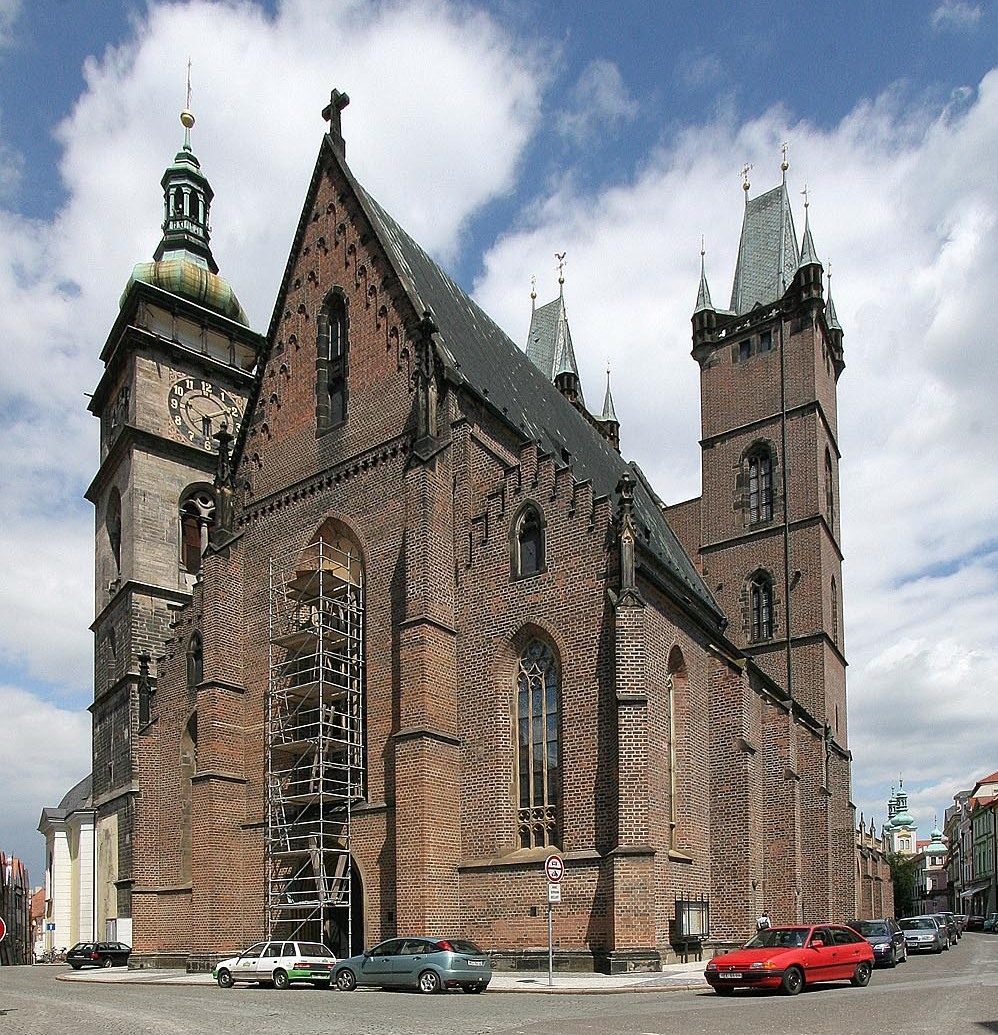
Königgrätz, Kathedrale zum Heiligen Geist

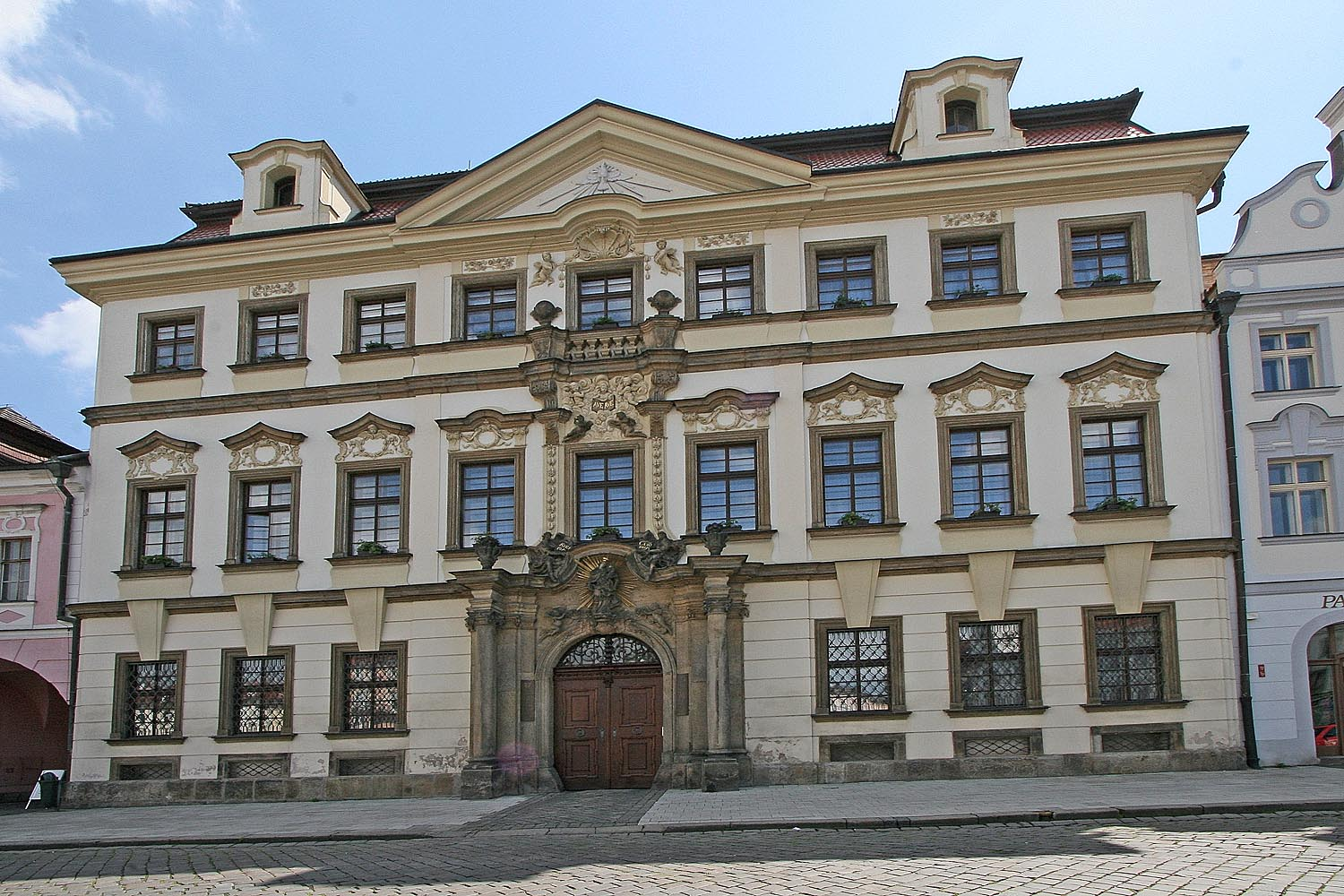
Bischofspalast in Hradec Králové

In Ostböhmen gab es seit der Christianisierung Böhmens Strukturen der Römisch-katholischen Kirche. Der Ende des 10. Jahrhunderts gegründeten Prager Diözese gehörten auch Gemeinden in Ostböhmen an. Später erlangte Königgrätz mit dem Sitz eines Erzpriesters höhere Bedeutung. Teile Ostböhmens wurden im 14. Jahrhundert und zu Beginn des 15. Jahrhunderts Bestandteil des neu errichteten Bistums Leitomischl, welches jedoch während der Hussitenkriege unterging. 
Die Gründung eines selbständigen Bistums hing vor allem mit den Bestrebungen der katholischen Kirche und des habsburgischen Kaiserhauses zusammen, mit denen Böhmen nach dem Dreißigjährigen Krieg rekatholisiert werden sollte. Die Gründung verzögerte sich jedoch wegen der Auseinandersetzungen um den ersten Bischof und um die materielle Ausstattung des Bistums. Schließlich errichtete Gräfin Anna Eusebia von Harrach eine Stiftung zur Dotation des Bistums, und Kaiser Leopold I. stellte Mittel aus der Salzkasse bereit. Nachdem zur finanziellen Ausstattung das Gut Chrast erworben worden war, gründete Papst Alexander VII. mit der Bulle „Super universas“ vom 10. November 1664 das Bistum Königgrätz und erhob gleichzeitig die bisherige Heilig-Geist-Kirche zur Kathedrale. Das Bistum bestand zunächst aus 129 Pfarreien, die aus der Erzdiözese Prag ausgegliedert worden waren und in neun Vikariate eingeteilt wurden. Das Bistumsgebiet entsprach dem späteren Königgrätzer Kreis. Es wurde 1783 im Zuge der Josephinischen Reformen in südlicher Richtung um drei weitere Kreise mit 141 Pfarreien vergrößert.
Erster Bischof wurde der Benediktiner Matthäus Ferdinand Sobek von Bilenberg. Das Domkapitel wurde mit dem Erwerb des Gutes Skály (Bischofstein) finanziell abgesichert. Kaiser Leopold stellte in seiner Eigenschaft als König von Böhmen 300.000 Gulden zur Verfügung und erhielt als Gegenleistung das Nominationsrecht der künftigen Bischöfe. Ein Königgrätzer Bürger dotierte ein Kanonikat. 
Die Bistumsgründung verursachte jedoch Spannungen mit dem Stadtrat, so dass eine Bischofsresidenz nicht errichtet werden und auch der zweite Bischof, Johann Friedrich von Waldstein, sein Bistum nicht in Besitz nehmen konnte. Obwohl Bischof Johann Franz Christoph von Talmberg auf Drängen des Papstes in der Stadt residierte, war es ihm wegen der andauernden Streitigkeiten mit dem Stadtrat nicht möglich, ein Priesterseminar zu errichten und die geplanten Kanonikerhäuser zu bauen.
Bischof Tobias Johannes Becker konnte 1709 mit dem Bau einer Bischofsresidenz beginnen, die unter Bischof Johann Adam Wratislaw von Mitrowitz vollendet wurde. Dieser errichtete das Priesterseminar und bestimmte den Märtyrer Clemens von Rom zum Patron der Diözese.
Im Verlauf der Jahrzehnte nach der Gründung wurde das Bistum ein Zentrum der Gegenreformation. Die Jesuiten und andere Ordensgemeinschaften gründeten in Königgrätz Niederlassungen, die der Rekatholisierung dienen sollten. Im Zuge dieser Maßnahmen kam es 1722 auf der Herrschaft Opočno zu einem Aufstand der Protestanten, der militärisch niedergeschlagen wurde und eine neue Emigrationswelle der Nichtkatholiken zur Folge hatte.
In der Zeit der Josephinischen Reformen unterstützte Bischof Johann Leopold von Hay den österreichischen Landesherrn in seinem Bestreben um religiöse Toleranz. Nach dem Erlass des Toleranzpatents von 1781 konnten auch in Ostböhmen zahlreiche evangelische Gemeinden entstehen.
Nach dem Tod des Bischofs Mořic Pícha 1956 verhinderten die staatlichen kommunistischen Behörden eine Wiederbesetzung des Bischofsstuhls. Der 1950 geheim zum Bischof geweihte Karel Otčenášek konnte das Bischofsamt erst nach der politischen Wende von 1989 antreten. Während der Zeit der Vakanz wurde das Bistum durch die staatlich eingesetzten Kapitularvikare Václav Javůrek (1956–1969) und Karel Jonáš (1969–1989) verwaltet. 
Im Rahmen seiner Pastoralreise besuchte im Jahre 2002 Papst Johannes Paul II. auch Königgrätz und seine Kathedrale.